# مصطفى شبارو
 من مؤسسي جمعية المقاصد الخيرية الإسلامية في بيروت، وامين سر ديوان مجالس الاحياء البيروتية، ورئيس رابطة العلم والقلم. ولد مصطفى شبارو في زقاق بلاط بيروت، بمنتصف القرن التاسع عشر الميلادي، وتلقى علومه في حلاقات علمها، والمدرسة الرشيدية، عرف عنه عمله الدؤوب لتطوير المجتمع البيروتي، على كافة الصعد العلمية، والتربوية، والاجتماعية، حيث اسس سنة 1875 م رابطة العلم والقلم البيروتية، وكان هدفها تشجيع النشئ على العلم والسعي لمساعدتهم ماديا، ومعنويا، عن طريق أهل الخير، وفي 31 تموز 1878م ساهم مع مجموعة من البيارته بتأسيس جمعية المقاصد الخيرية الإسلامية، وانضم إلى مجلس ادارتها، وكادرها التربوي والمالي، وفي سنة 1883 م انتخب امين سر ديوان مجالس الاحياء البيروتية، واستمر في منصبه حتى سنة 1895 م، وكان له بصمات في تلك المرحلة حيث وسع باشورة بيروت لدفن الموتى، وابار المياه الارتوازية الخاصة بالاحياء، ونظام الإنارة، والحراسة الليلية فيها، هذا وقد استملكة ديوان الاحياء في عهده محطة بيروت الرئيسة لعربات الخيل، وتنازلوا عنها لاحقا لصالح جمعية المقاصد، في حين انه توفي سنة 1928 م.